# Bordtennis

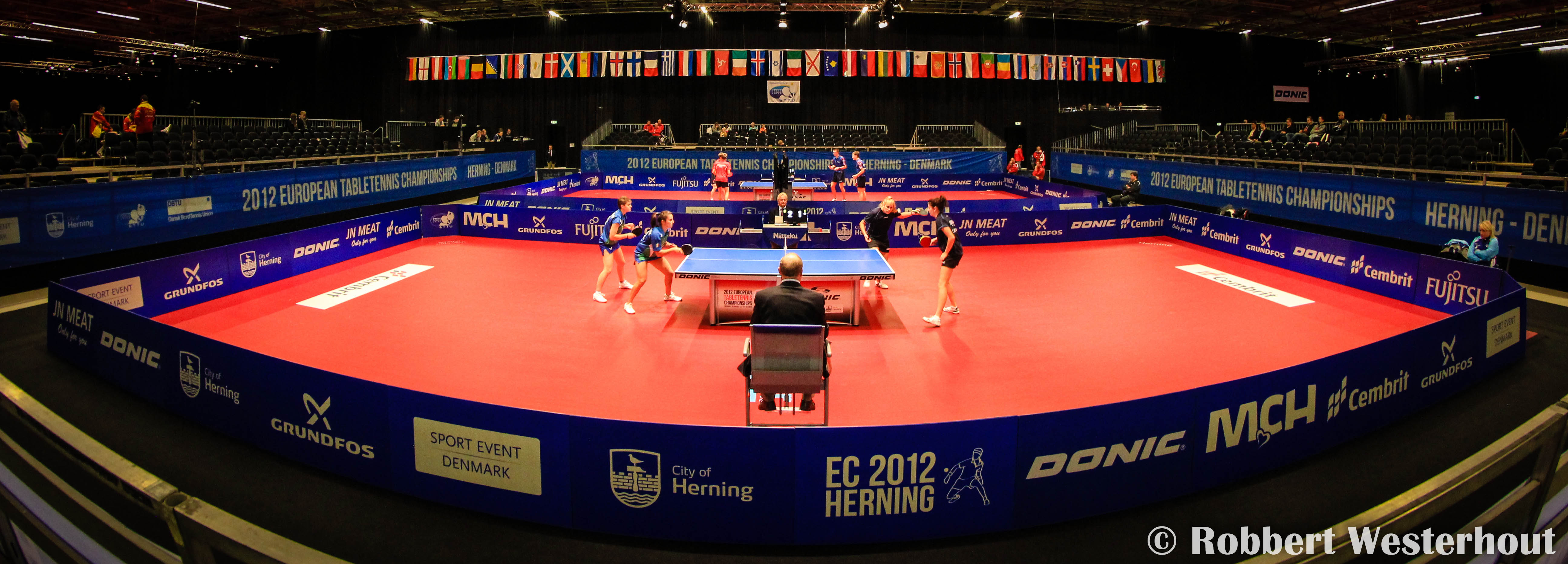

Bordtennis, pingis eller ping pong är en racketsport som vanligen spelas inomhus av antingen två eller fyra spelare. Spelarna slår en plastboll över ett nät som är uppsatt tvärs över en bordsskiva. Med två spelare kallas det för singel och med fyra spelare för dubbel. Utöver singel och dubbel för herrar och damer, spelas mixeddubbel samt lagtävlingar för såväl herrar som damer. Racketen består av en trästomme med pålimmade gummibelägg. Den exakta utformningen av gummibelagen kan variera, men i tävlingssammanhang måste racketens sidor vara olikfärgade (röd och svart). Bollen är ihålig, gjord av celluloid eller liknande plastmaterial, har en diameter på 40 millimeter och väger 2,7 gram. Dessa mått är relativt nya, då bollen tidigare var 38 millimeter i diameter och endast vägde 2,5 gram. På senare tid har en övergång gått från celluloidbollar till plastbollar då celluloid är mycket brandfarligt och har orsakat produktionsolyckor. Färgen på bollarna varierar men de är oftast vita. Bordtennis blev en olympisk sport 1988 och är idag en av världens populäraste sporter.
Kina är världsledande och har haft många storspelare, som Ma Lin, Wang LiQin, Guo Yuehua, Chuang Tse-tung och Jiang Jialiang. Sveriges bäste spelare, och ofta ansedd som världens genom tiderna bäste, är Jan-Ove Waldner, som vunnit bland annat två individuella VM-guld och ett OS-guld. Andra stora spelare är ungraren Viktor Barna, svenskarna Jörgen Persson (världsmästare i singel 1991) och Mikael Appelgren, samt vitryssen Uładzimir Samsonaŭ, som tillsammans med Appelgren vunnit flest EM-guld i singel (3 st).

## Historia

Illustration av pingisracket och pingisboll.

Bordtennisens ursprung är oklart, det finns olika idéer om sportens uppkomst. En del ser sportens början i 1800-talets Indien där de sedan ska spridits vidare till Storbritannien. Andra bestrider detta och menar att det är britterna som uppfunnit sporten då det var där den första gången omnämns i skrift 1874: den brittiske majoren Walter Clopton Wingfield gjorde då en föregångare till bordtennisen känd. Denna variant utvecklades sedan utifrån tennisen och spelades av den engelska adeln utomhus. På grund av det engelska vädret började man spela inomhus och då med vanliga matbord som tennisplan. Nu fick sporten namnet Rumtennis. 1875 kom de första spelreglerna.
1892 introducerades celluloidbollar av James Gibb som hade upptäckt bollarna under en affärsresa i USA. Nu började man använda namnet Ping Pong istället för Rumtennis. Ping pong omnämndes första gången 1878 och kom från de ljud som uppkommer från bollen. Olika tillverkare skapade egna namn som Gossima, Whiff Waff, Flim Flam och slutligen bordtennis. Man vidareutvecklade också racketen. 1897 hölls de första mästerskapen i Ungern. 1899 spreds en variant till Japan. 1900 grundades den första föreningen och 1902 ett nationellt förbund i England. Samma år hölls ett inofficiellt världsmästerskap. Sporten spreds även utanför Storbritannien. Kraftigt bidragande till sportens utveckling var engelsmannen Ivor Montagu (1904–1984), som 1926 grundande International Table Tennis Federation (ITTF) och utarbetade fungerande regler. Han valde namnet table tennis, eftersom ordet ping-pong var varumärkesskyddat av leksakstillverkaren J. Jaques & Son Ltd. År 1927 arrangerades det första officiella världsmästerskapet. Montagu var kommunist och arbetade aktivt för att bordtennissporten skulle spridas till Kina. Han menade att arbetarklassen behövde avkoppling och rekreation utan dyrbar utrustning. Taiwan uteslöts ur ITTF, varvid Kina gick in som medlem och deltog i VM 1953. Som första större sportevenemang arrangerade Kina VM i bordtennis 1961. Därvid erövrade Kinas bordtennislag guldmedalj och sportens främsta trofé, Swaythling-pokalen. Denna var 1926 donerad av Lady Baroness Swaythling (1879–1965), Montagus mor, som tillhörde den berömda bankirfamiljen Rothschild. 1988 blev bordtennis olympisk sport. År 2001 ändrades poängberäkningen från 21 poäng per set till 11.

## Regler

Bordtennisbord med mått.

### Singel

#### Serve
Varje bollduell inleds genom att en spelare håller bollen synligt i handen, kastar upp bollen minst 16 centimeter och servar. Bollen ska vara ovanför spelytans nivå och bakom kortlinjen för den som servar. Bollen ska först studsa på egen sida av bordet och därefter över nätet - utan att nudda nätet - och sedan ned på motståndarens sida.
Spelaren servar två bollar i följd, varefter serverätten övergår till motståndaren. Om serven träffar den egna bordshalvan för att sedan träffa nätet och över till den andra halvan blir det omserve. Det finns ingen begränsning i antalet omservar.

#### Spel
Spelarna slår sedan växelvis bollen över nätet (utan studs på egen sida). Spelet fortsätter tills någon spelare endera slår bollen utanför bordet, slår bollen i nätet eller slår den utom räckhåll för motståndaren.  Om bollen träffar nätkanten och därefter faller ned på rätt sida av bordet, räknas slaget som ”rätt” och spelet fortsätter. Detsamma gäller om bollen slås runt nätet (eller till och med under den del som sticker ut utanför bordskanten).

### Dubbel
Pingis kan även spelas i dubbelvariant, med två spelare på varje lag. Reglerna för serve är samma som i singelmatcher, förutom att man servar diagonalt från egen högerruta till motståndarens högerruta. För själva spelet gäller även samma regler som i singel, med skillnaden att spelarna i samma lag turas om att ta varannan boll, något som gäller oavsett var på bordet som bollen studsar.

#### Turordning
För det servande laget (lag A-B) är det samma spelare (t.ex. spelare A) som servar båda servar och för det mottagande laget (lag X-Y) (t.ex. spelare X) är det samma spelare som tar emot båda servarna. När lag A-B servat två gånger går serven över till den spelare som tog emot serven (dvs. spelare X) som då servar två gånger. När serven går tillbaka till lag A-B så byter spelare A och B plats så att spelare B servar två gånger och spelare Y tar emot.

### Antal set
En match spelas till bäst av tre, fem eller sju set, där varje set vinns av den spelare som först vunnit 11 poäng. Setet måste vinnas med minst 2 poängs marginal. Efter varje set byter spelarna sida. Vid spel i avgörande set sker sidbytet när den första spelaren når fem poäng.

### Parabordtennis
Inom bordtennis för personer med funktionsnedsättning finns klassificeringsregler som delar in spelarna i elva klasser. Rullstolsklasserna delas in i fem, R1-5 för spelare med varierande grad av funktionsnedsättning i armar respektive ben och bål. Stående spelare delas in i fem klasser S6-10, där ökad klassnumrering indikerar minskande funktionsnedsättningar i armar, ben och kropp. SU är klassen för intellektuellt funktionshinder.

## Varianter

### Rundpingis

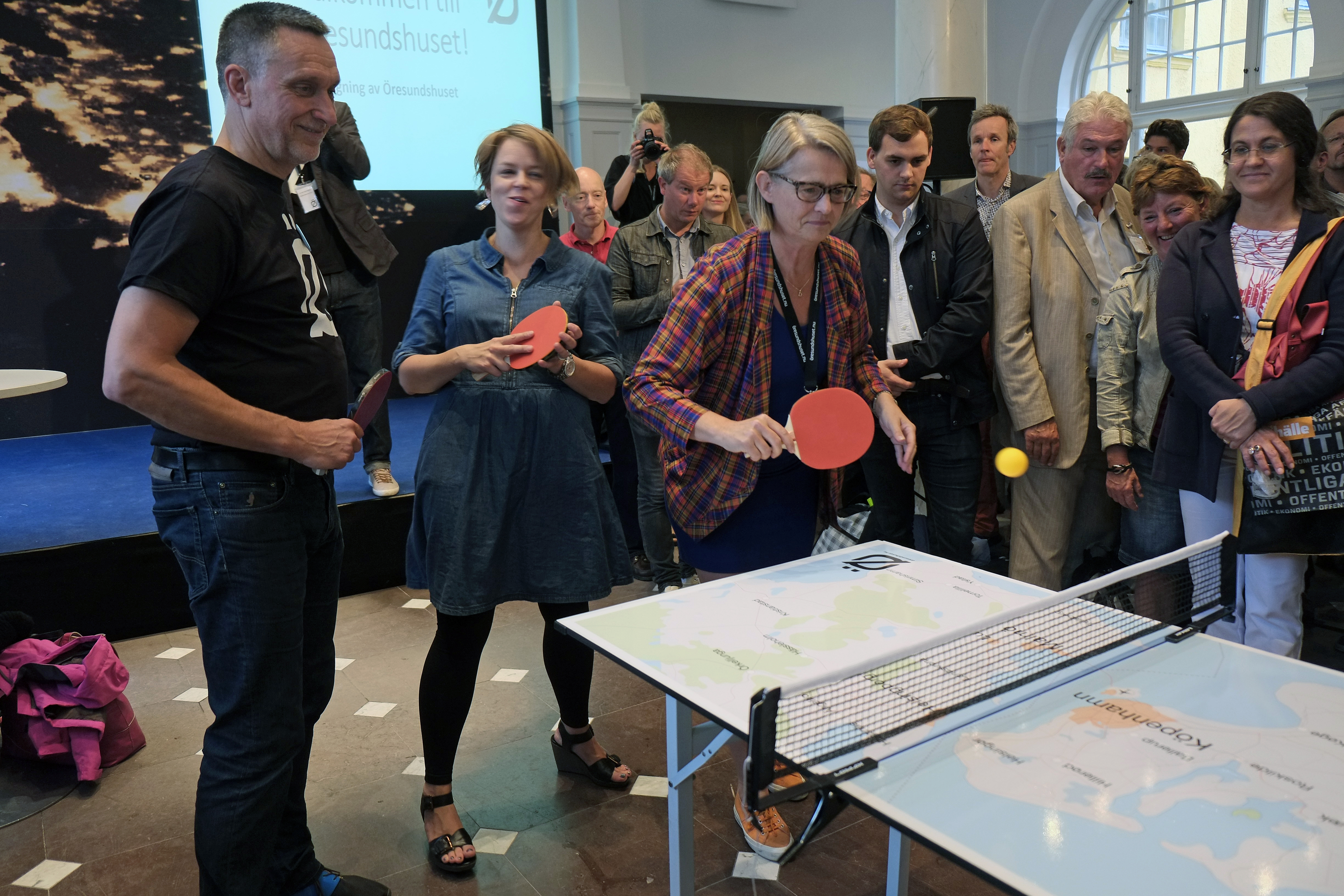
Politiker och tjänstemän spelar rundpingis under Almedalsveckan 2014.

En sällskaplig form av bordtennis är rundpingis, då man springer runt pingisbordet och slår ett slag var. När man missar åker man ut (alternativt får man en ”prick” och efter tre prickar åker man ut), och när två personer är kvar blir det final som ofta spelas först till tre poäng.
Serven måste slås diagonalt och landa inom rutan på andra sidan. För att få bästa möjliga spänning i spelet är det lämpligast att spelarna förflyttar sig medsols sett uppifrån. De flesta slag blir därmed forehandslag i och med att större del av alla människor är högerhänta. Nybörjare samt även i skolsammanhang kan gärna få en första och en andra serve. Misslyckas spelaren även med andraserven delas prick ut och nästa person i kön får istället ta över serven.

## Kända spelare
- Hans Alsér, Sverige, vann EM i singel 1962 och 1970, i dubbel 1966 och i lag fyra gånger mellan 1964 och 1970, vann VM i dubbel 1967 och 1969 tillsammans med Kjell "Hammaren" Johansson
- Stellan Bengtsson, Sverige, vann VM i singel 1971 samt i dubbel tillsammans med Kjell Johansson 1973 och i lag 1973. Han vann EM i singel 1972 och i dubbel med Kjell Johansson 1976, samt i lag 1970, 1972 och 1974.
- Jan-Ove Waldner, Sverige, vann VM i singel 1989 och 1997, OS 1992 och EM i singel 1996. Han vann EM i dubbel 1986 (med Erik Lindh), 1988 (med Mikael Appelgren) och 1996 (med Jörgen Persson). Han vann VM i lag 1989, 1991, 1993 och 2000. Han vann EM i lag 1986, 1988, 1990, 1992, 1996, 2000 och 2002.
- Jörgen Persson, Sverige, vann VM i singel 1991 och EM i singel 1986. Han vann EM i dubbel 1992 (med Erik Lindh) och 1996 (med Jan-Ove Waldner). Han vann VM i lag 1989, 1991, 1993 och 2000. Han vann EM i lag 1986, 1988, 1990, 1992, 1996, 2000 och 2002.
- Marie Svensson, Sverige, vann EM i singel 1994 och tog dessutom 3 EM-silver 3 EM-brons och ett VM-silver
- Mikael Appelgren, Sverige, 4 VM-guld (3 i lag, 1 i dubbel), 4 VM-silver, 9 EM-guld och 2 EM-silver
- Ernst Bolldén, Sverige
- Kjell ”Hammaren” Johansson, Sverige, VM i dubbel med Hans Alsér 1967 och 1969 och med Stellan Bengtsson 1973 , 6 gånger lagvärldsmästare. EM 2 gånger i singel, 2 gånger i dubbel
- Viktor Barna, Ungern och England, vann VM i singel 1930, 1932, 1933, 1934, 1935
- Jean-Philippe Gatien, Frankrike, vann VM i singel 1993
- Ma Lin, Kina, vann OS i dubbel 2004
- Kong Linghui, Kina, vann OS i dubbel 1996, OS i singel 2000
- Deng Yaping, Kina, tvåfaldig olympisk mästare i singel och i dubbel (1992 och 1996), vann VM 4 gånger i dubbel
- Wang Liqin, Kina, vann VM i singel 2001, 2005 och 2007
- Jörg Roßkopf, Tyskland, vann VM i dubbel 1989, vann EM i singel 1992, dubbel 1998
- Timo Boll, Tyskland, vann EM i singel 2002, 2007
- Angelica Rozeanu, Rumänien, vann VM i singel 1950, 1951, 1952, 1953, 1954, 1955
- Vladimir Samsonov, Vitryssland, vann EM i singel 1998, 2003, 2005
- Werner Schlager, Österrike, vann VM i singel 2003
- Michael Maze, Danmark, vann EM i singel 2009